# Vergèze
Vergèze é uma comuna francesa na região administrativa de Occitânia, no departamento de Gard. Estende-se por uma área de 10,16 km². Em 2010 a comuna tinha 5 318 habitantes (densidade: 523,4 hab./km²).